# Лі Сан Хун (тенісист)
Лі Сан Хун (нар. 20 вересня 1972) — колишній південнокорейський тенісист.
Найвищу одиночну позицію світового рейтингу — 397 місце досяг 5 серпня 1996, парну — 603 місце — 20 червня 1994 року.

## Титули ITF Ф'ючерс

### Парний розряд: (2)
| Ранг | Дата     | Турнір             | Покриття | Партнер       | Суперники                        | Рахунок          |
| ---- | -------- | ------------------ | -------- | ------------- | -------------------------------- | ---------------- |
| 1.   | Тра 1998 | Korea F1, Соґвіпхо | Тверде   | Хан Мін Кю    | Чжень Чжижун Андріан Ратуранданг | 6–2, 6–4         |
| 2.   | Чер 2000 | Korea F2, Сеул     | Ґрунт    | Sohn Seung-ri | Chung Seong-yoon Хан Мін Кю      | 6–3, 6–7(6), 6–3 |